# Jouy-en-Argonne
Jouy-en-Argonne é uma comuna francesa na região administrativa do Grande Leste, no departamento de Meuse. Estende-se por uma área de 6.30 km², e possui 45 habitantes, segundo o censo de 2018, com uma densidade de 7.1 hab/km².